# Emma Schenson
Emma Sofia Perpetua Schenson (21. září 1827, Katedrála v Uppsale – 17. března 1913, tamtéž) byla švédská fotografka a malířka. Byla jednou z prvních profesionálních fotografek ve Švédsku.

## Životopis
Schenson, narozená v Uppsale dne 21. září 1827, byla dcerou akademického pokladníka Johna Schensona a školní správcové Marie Magdaleny Hahr. O jejím vzdělání neexistují žádné záznamy, ani o tom, jak se seznámila s fotografií.
V šedesátých letech 19. století otevřela studio v Uppsale, stala se jednou z prvních švédských profesionálních fotografek a první, která v Uppsale založila firmu. Kromě fotografií katedrály v Uppsale vyrobila jako poctu švédskému botanikovi Carlu Linné (1707–1778) sérii asi 20 snímků na albuminovém papíru. V 80. a 90. letech 20. století vytvořila další technicky dokonalou sérii fotografií katedrály, která ukazuje pokrok a výsledky restaurátorských prací. Snímky odhalují nejen její technické dovednosti, ale také její schopnost umístit kameru tak, aby dosáhla architektonicky vynikajících snímků. Ačkoli její negativy zmizely, její fotografie opravované katedrály lze vidět v albu v univerzitní knihovně.
Emma Schenson zemřela v Uppsale dne 17. března 1913. Je připomínána jako jedna z prvních švédských profesionálních fotografek podobně jako Rosalie Sjöman ve Stockholmu, Hilda Sjölin v Malmö a Wilhelmina Lagerholm v Örebro.

## Galerie

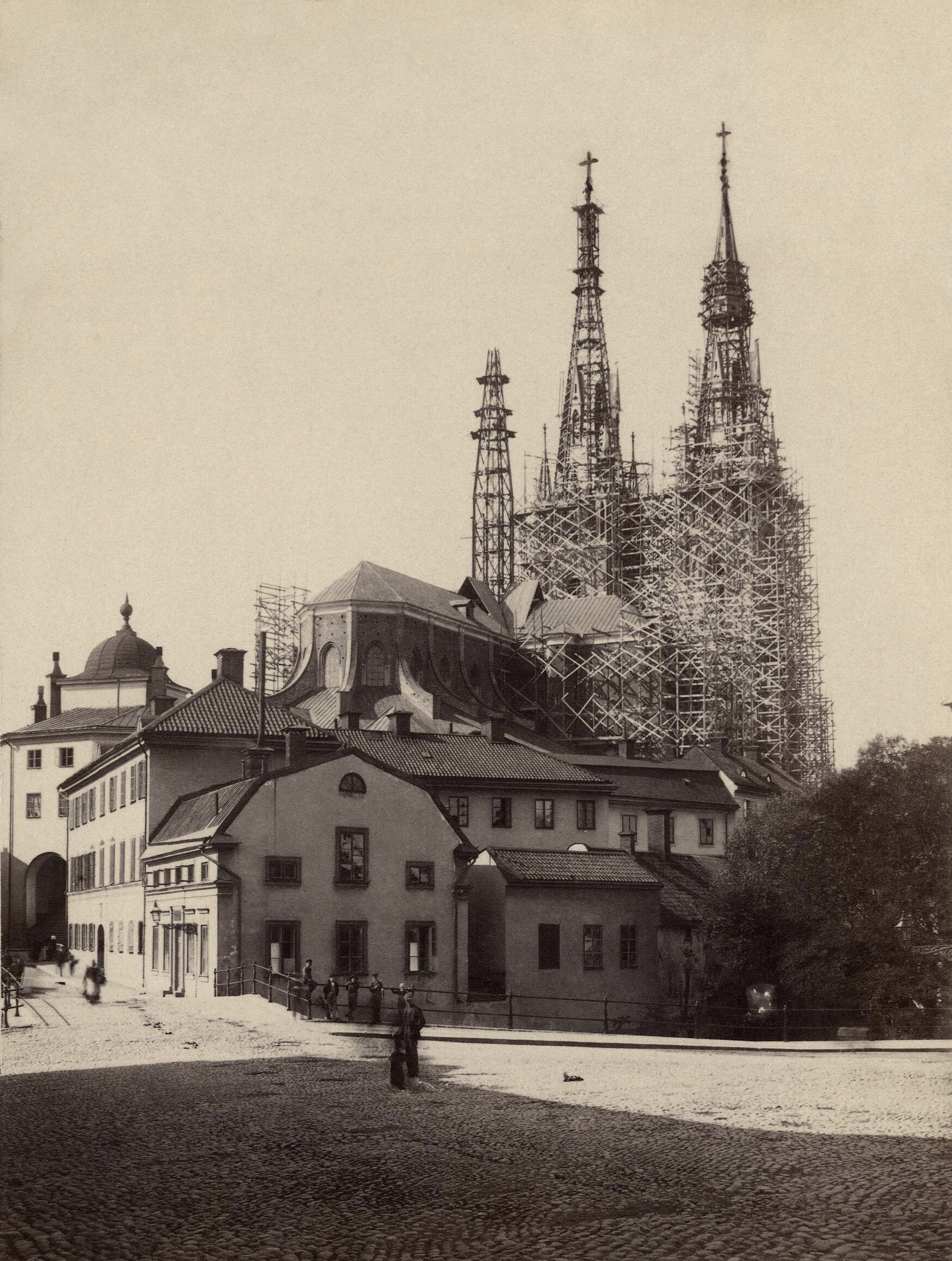
Fotografie katedrály v Uppsale, 1889
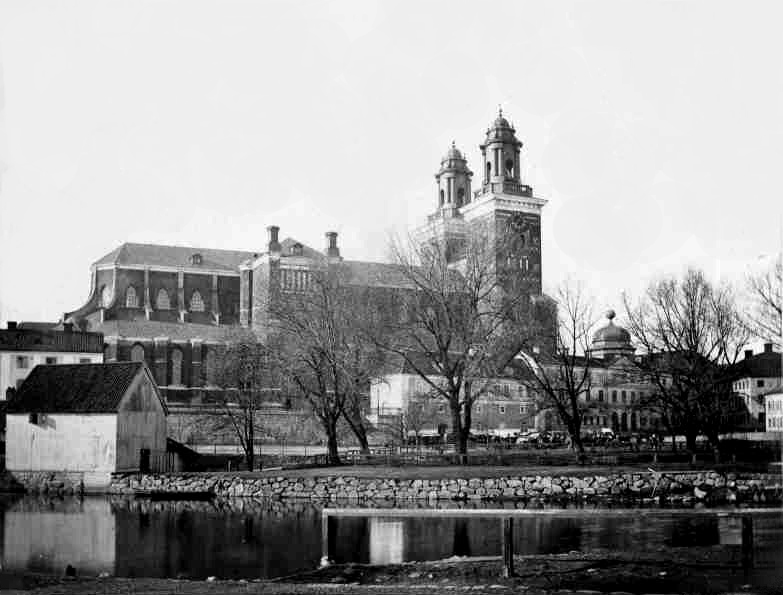
Katedrála v Uppsale, 1860
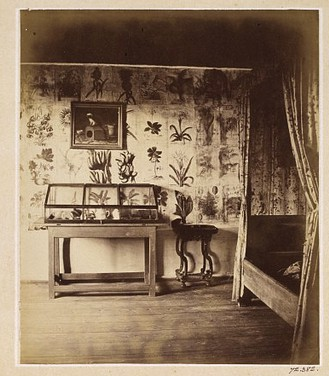
Linnaeusova ložnice, 1864
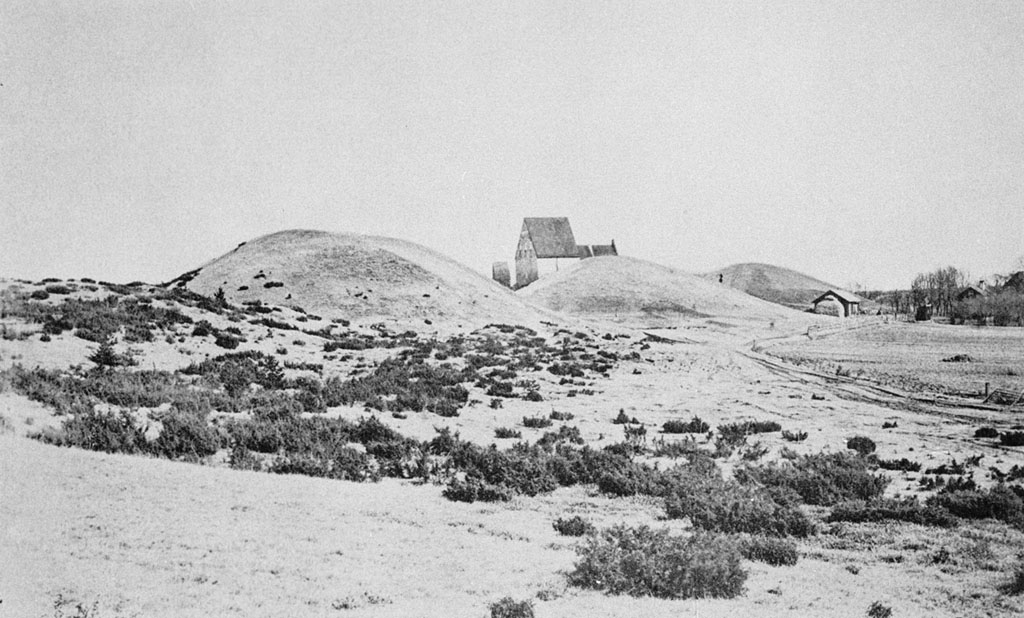
Uppsala Mounds, 1895
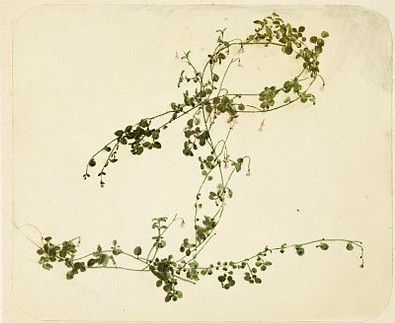
Linnaea borealis, kolorováno
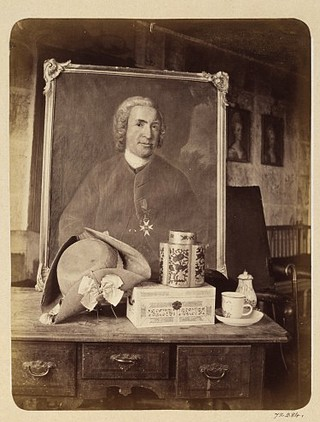
Linnés Hammarby, 1864